# Конус (алгебрична геометрія)
В алгебричній геометрії конус — узагальнення векторного розшарування. Зокрема, для даної схеми X, відносну Spec
{\displaystyle C=\operatorname {Spec} _{X}R}
квазікогерентної градуйованої OX-алгебри R називають конусом або афінним конусом у R. Подібно, відносну Proj
{\displaystyle \mathbb {P} (C)=\operatorname {Proj} _{X}R}
називають проєктивним конусом у C або R.
Примітка: конус має {\displaystyle \mathbb {G} _{m}}-дію завдяки градуйованості R; ця дія є частиною даних конуса (звідки й назва).

## Приклади
- Якщо X = Spec k — точка і R — однорідне координатне кільце[en], то афінний конус у R є (зазвичай) афінним конусом над відповідним R проєктивним многовидом.
- Якщо {\displaystyle R=\bigoplus _{0}^{\infty }I^{n}/I^{n+1}} для деякого пучка ідеалів I, то {\displaystyle \operatorname {Spec} _{X}R} — нормальний конус[en] до замкнутої схеми, визначеної I.
- Якщо {\displaystyle R=\bigoplus _{0}^{\infty }L^{\otimes n}} для деякого лінійного розшарування L, то {\displaystyle \operatorname {Spec} _{X}R} — повний простір у двоїстому до L.
- Загальніше, для даного векторного розшарування (локально вільний пучок скінченного рангу) E на X, якщо R=Sym(E*) — симетрична алгебра, згенерована для двоїстого до E, то конус {\displaystyle \operatorname {Spec} _{X}R} є повним простором у E, який часто позначають просто E, а проєктивний конус {\displaystyle \operatorname {Proj} _{X}R} є проєктивним розшаруванням[en] E, яке позначають {\displaystyle \mathbb {P} (E)}.
- Нехай {\displaystyle {\mathcal {F}}} — когерентний пучок на стеку Деліня — Мамфорда[en] X, а {\displaystyle C({\mathcal {F}}):=\operatorname {Spec} _{X}(\operatorname {Sym} ({\mathcal {F}})).}[1] Для будь-якого {\displaystyle f:T\to X}, оскільки глобальний Spec є правим сполученням з функтором прямого зображення, маємо: {\displaystyle C({\mathcal {F}})(T)=\operatorname {Hom} _{{\mathcal {O}}_{X}}(\operatorname {Sym} ({\mathcal {F}}),f_{*}{\mathcal {O}}_{T})}; зокрема, {\displaystyle C({\mathcal {F}})} є комутативною груповою схемою над X.
- Нехай R — градуйована {\displaystyle {\mathcal {O}}_{X}}-алгебра, така що {\displaystyle R_{0}={\mathcal {O}}_{X}} і {\displaystyle R_{1}} є когерентним і локально породжує R як {\displaystyle R_{0}}-алгебру. Тоді існує замкнене вкладення

{\displaystyle \operatorname {Spec} _{X}R\hookrightarrow C(R_{1})},
задане {\displaystyle \operatorname {Sym} (R_{1})\to R}. Тому {\displaystyle C(R_{1})} називають абелевою оболонкою конуса {\displaystyle \operatorname {Spec} _{X}R.} Наприклад, якщо для деякого пучка ідеалів {\displaystyle I} {\displaystyle R=\oplus _{0}^{\infty }I^{n}/I^{n+1}}, то це вкладення є вкладенням нормального конуса в нормальне розшарування.

### Обчислення
Розглянемо ідеал повного перетину {\displaystyle (f,g_{1},g_{2},g_{3})\subset \mathbb {C} [x_{0},\ldots ,x_{n}]} і нехай {\displaystyle X} — проєктивна схема, визначена пучком ідеалів {\displaystyle {\mathcal {I}}=(f)(g_{1},g_{2},g_{3})}. Тоді ми маємо ізоморфізм {\displaystyle {\mathcal {O}}_{\mathbb {P} ^{n}}}-алгебр, заданий як[джерело?]
{\displaystyle \bigoplus _{n\geq 0}{\frac {{\mathcal {I}}^{n}}{{\mathcal {I}}^{n+1}}}\cong {\frac {{\mathcal {O}}_{X}[a,b,c]}{(g_{2}a-g_{1}b,g_{3}a-g_{1}c,g_{3}b-g_{2}c)}}}

## Властивості
Якщо {\displaystyle S\to R} — градуйований гомоморфізм градуйованих OX-алгебр, то маємо індукований морфізм між конусами:
{\displaystyle C_{R}=\operatorname {Spec} _{X}R\to C_{S}=\operatorname {Spec} _{X}S}.
Якщо гомоморфізм сюр'єктивний, то виходять замкнені вкладення {\displaystyle C_{R}\hookrightarrow C_{S},\,\mathbb {P} (C_{R})\hookrightarrow \mathbb {P} (C_{S}).}
Зокрема, припускаючи, що R0 = OX, побудову застосовують до проєкції {\displaystyle R=R_{0}\oplus R_{1}\oplus \cdots \to R_{0}} (яка є доповнювальним відображенням), що дає
{\displaystyle \sigma :X\hookrightarrow C_{R}}.
Це перетин; тобто, {\displaystyle X{\overset {\sigma }{\to }}C_{R}\to X} є тотожністю і називається вкладенням нульового перетину.
Розглянемо градуйовану алгебру R[t] зі змінною t, що має степінь один: явно частина n-го степеня буде
{\displaystyle R_{n}\oplus R_{n-1}t\oplus R_{n-2}t^{2}\oplus \cdots \oplus R_{0}t^{n}}.
Тоді її афінний конус позначають {\displaystyle C_{R[t]}=C_{R}\oplus 1}. Проєктивний конус {\displaystyle \mathbb {P} (C_{R}\oplus 1)} називають проєктивним доповненням CR. Дійсно, нульове місце[прояснити: ком.] t = 0 точно дорівнює {\displaystyle \mathbb {P} (C_{R})}, а доповненням є відкрита підсхема CR. Локус t = 0 називають гіперплощиною на нескінченності.

## О(1)
Нехай R — квазікогерентна градуйована OX-алгебра, така що R0 = OX і R — локально породжена R1 як OX-алгебра. Тоді, за визначенням, проєктивний конус R є:
{\displaystyle \mathbb {P} (C)=\operatorname {Proj} _{X}R=\varinjlim \operatorname {Proj} (R(U))}
де кограниця проходить через відкриті афінні підмножини U в X. За припущенням R(U) має скінченну кількість генераторів степеня один xi. Отже,
{\displaystyle \operatorname {Proj} (R(U))\hookrightarrow \mathbb {P} ^{r}\times U.}
Тоді {\displaystyle \operatorname {Proj} (R(U))} має лінійне розшарування O(1), задане пучком гіперплощин {\displaystyle {\mathcal {O}}_{\mathbb {P} ^{r}}(1)} з {\displaystyle \mathbb {P} ^{r}}; склеювання таких локальних O(1), які узгоджуються локально, дає лінійне розшарування O(1) у {\displaystyle \mathbb {P} (C)}.
Для будь-якого цілого числа n позначення O(n) означає n-ий степінь тензора O(1). Якщо конус C =SpecXR є повним простором векторного лінійне розшарування E, то O (-1) є тавтологічним лінійним розшаруванням на проєктивному розшаруванні P(E).
Примітка: коли (локальні) генератори R мають степінь, відмінний від одиниці, побудова O(1) все ще проходить, але зі зваженим проєктивним простором замість проєктивного простору; тому отримане O(1) не обов'язково є лінійним розшаруванням. Мовою дивізорів це O(1) відповідає Q-дивізору Картьє.